# Gethin Jenkins
Gethin Jenkins (* 17. November 1980 in Llantwit Fadre, Rhondda Cynon Taf, Glamorgan) ist ein ehemaliger walisischer Rugby-Union-Spieler, der auf der Position des Pfeilers eingesetzt wurde. Er war Teil der walisischen Nationalmannschaft und war für die Cardiff Blues aktiv.

## Karriere
Jenkins begann seine Karriere beim Treorchy RFC, bevor er zu Pontypridd wechselte, wo er den walisischen Pokal gewinnen konnte. Sein Nationalmannschaftsdebüt gab er 2002 gegen Rumänien, bevor er 2003 zur neu gegründeten regionalen Mannschaft Celtic Warriors wechselte. Da sich dieses Team nach nur einer Saison auflöste, musste er sich einen neuen Verein suchen und ging zu den Cardiff Blues.
Jenkins wurde in den Kader zu Weltmeisterschaft 2003 berufen und kam dabei in allen Spielen zum Einsatz. Dabei variierte er auf den Positionen linker und rechter Pfeiler. Bei den Six Nations 2005 erreichte er sein Karrierehoch, wie viele andere walisische Spieler. Der Nationalmannschaft gelang der Grand Slam in jenem Jahr. Gegen Irland gelang ihm dabei sogar ein Versuch. Aufgrund dieser Leistungen wurde er für die Neuseeland-Tour der British and Irish Lions berufen und kam bei allen drei offiziellen Testspielen gegen die All Blacks zum Einsatz.
In der folgenden Saison verpasste er zahlreiche Spiele aufgrund von schwerwiegenden Verletzungen. Bald darauf fand er jedoch zurück zu seiner Form und war somit auch wieder Teil der walisischen Nationalmannschaft zur Weltmeisterschaft 2007 in Frankreich. Er wurde in den vier Vorrundenspielen eingesetzt, dreimal stand er in der Startformation. Wales schied enttäuschend nach zwei Niederlagen und zwei Siegen bereits früh aus.
Bei den Six Nations 2008 gelang Jenkins mit Wales erneut der Grand Slam, wiederum stand er bei allen Spielen auf dem Platz. Im Vorfeld war erstmals zum Kapitän der Nationalmannschaft ernannt worden. Mit den Blues gelang ihm 2009 der Gewinn des EDF Energy Cup. Am 21. April des Jahres wurde er von Ian McGeechan für die Südafrika-Tour der Lions nominiert. Er gehörte in den ersten beiden Spielen zur Startformation, konnte aufgrund einer Verletzung jedoch nicht am abschließenden Spiel teilnehmen.